# Xystrocera apiculata
Xystrocera apiculata là một loài bọ cánh cứng trong họ Cerambycidae.